# Cezary Olszewski
Cezary Olszewski (ur. 17 lipca 1981 w Ostrołęce, zm. 28 października 2023 tamże) – polski tancerz.

## Życiorys
Absolwent Technikum Elektromechanicznego w Ostrołęce oraz Wyższej Szkoły Handlu i Prawa im. Ryszarda Łazarskiego w Warszawie. Ukończył również Wyższą Szkołę Kultury Fizycznej i Turystyki w Pruszkowie oraz był dyplomowanym instruktorem sportu ze specjalizacją taniec sportowy.
Trenowanie tańca towarzyskiego rozpoczął w czwartej klasie szkoły podstawowej, w której uczęszczał do klasy o profilu akrobatyczno-tanecznym. Zawodowo tańczył z Anetą Reczek. Wygrywał turnieje Światowej Federacji Tańca Sportowego (IDSF), był też finalistą otwartych mistrzostw Polski w tańcach standardowych. Jako 16-latek zdobył najwyższą, międzynarodową klasę „S” zarówno w stylu standardowym, jak i latynoamerykańskim. Był tancerzem formacji Odysea, z którą wielokrotnie zdobywał tytuł mistrza Polski, najwyższe miejsca w Pucharach Polski i z którą zajął szóste miejsce w finale mistrzostw świata formacji tanecznych w Brunsweigu.
Występował z grupą taneczną „Volt” Agustina Egurroli. Współpracował z wieloma szkołami tańca w całej Polsce, prowadził zajęcia z tancerzami profesjonalnie przygotowującymi się do tańca turniejowego oraz kursy i lekcje tańca użytkowego. W latach 2008–2010 występował jako trener tańca w programie rozrywkowym TVN Taniec z gwiazdami, przy którym we wcześniejszych edycjach współpracował jako konsultant choreografii. W parze z aktorką Magdaleną Walach zwyciężył w finale siódmej edycji programu w 2008, w kolejnych edycjach tańczył z: dziennikarką Anną Popek, aktorką Anną Nowak-Ibisz, aktorką Grażyną Wolszczak i psycholożką Dorotą Zawadzką. Wystąpił gościnnie w serialach Pitbull (2005), Twarzą w twarz (2007) i M jak miłość (2012). W 2017 przygotował choreografię do spektaklu Teatru Telewizji Biesiada u hrabiny Kotłubaj.
Zmarł 28 października 2023, a jego ciało znaleziono dwa dni później w pokoju hotelowym w Ostrołęce. Prokuratura Rejonowa w Ostrołęce jako możliwą przyczynę śmierci Olszewskiego podała udar mózgu.